# Druid Hills (Kentucky)
Druid Hills – miasto w Stanach Zjednoczonych, w stanie Kentucky, w hrabstwie Jefferson.